# مولد أعداد عشوائية
مولد الأعداد العشوائية (بالإنجليزية: Random number generation) (تختصر RNG) هو حاسوب أو جهاز فيزيائي مصمم لإنشاء سلسلة من الأعداد أو الرموز التي تفتقر إلى وجود أي نمط، أي تظهر بشكل عشوائي. قادت العديد من التطبيقات العشوائية في تطوير عدة أساليب مختلفة لتوليد بيانات عشوائية. وقد وجدت العديد من هذه الاساليب منذ العصور القديمة، وتشمل النرد، قلب العملة، وأوراق اللعب، واستخدام سيقان يارو (بواسطة العرافة) في ايجنغ، وتقنيات أخرى كثيرة. نظرا لطبيعة الميكانيكية لهذه التقنيات، فان توليد كميات كبيرة من الأعداد العشوائية بما فيه الكفاية (مهم في مجال الإحصاءات) تتطلب الكثير من العمل و/أو الوقت. وهكذا، في بعض الأحيان تكون النتائج قد جمعت وتم توزيعها على شكل جداول رقم عشوائي.
حاليا وبعد مجيء الحواسيب المولدة للأعداد العشوائية، ظهر عدد متزايد من اليانصيب تديرها الحكومات، التي تسنخدم مولد رقم عشوائي بدلا من طرق الرسم التقليدية. ويستخدم مولد رقم عشوائي اليوم لتحديد احتمالات ماكينات القمار الحديثة.

## الطرق الحسابية
مولد كونجريونتيال الخطي
{\displaystyle X_{n+1}=(aX_{n}+b)\,{\textrm {mod}}\,m}
مولد هينون ماب ثنائي البعد
{\displaystyle X_{n+1}=(Y_{n}+1-aX_{n}^{2})\,{\textrm {mod}}\,m}
{\displaystyle Y_{n+1}=(bX_{n}^{2})\,{\textrm {mod}}\,m}